# Salmon River (tillflöde till Shuswap Lake)
Salmon River är ett vattendrag i Kanada.   Det ligger i provinsen British Columbia, i den södra delen av landet, 3 200 km väster om huvudstaden Ottawa.
I omgivningarna runt Salmon River växer i huvudsak barrskog. Runt Salmon River är det glesbefolkat, med 8 invånare per kvadratkilometer.